# الون، ابردین‌شر
الون (به انگلیسی: Ellon) یک شهرک در اسکاتلند است که در آبردین‌شایر واقع شده‌است. الون ۹٬۸۶۰ نفر جمعیت دارد.